# Supercopa d'Espanya de futbol 1999
La Supercopa d'Espanya del 1999 va ser la 14a edició de la Supercopa d'Espanya de futbol, una competició futbolística que enfronta el campió de la lliga espanyola amb el de la copa. En aquesta ocasió es va disputar a doble partit els dies 8 i 15 d'agost del 1999. El van disputar el València CF, que havia guanyat la Copa del Rei 1998–99, i el FC Barcelona, que havia guanyat la lliga 1998–99. El València CF va guanyar 4-3 en el resultat global.

## Detalls del matx

### Anada
| València CF       | 1–0     | FC Barcelona |
| ----------------- | ------- | ------------ |
| Claudio López 86' | Informe |              |

| València CF | FC Barcelona |

|              |    |                     |     |     |
|              |    |                     |     |     |
| GK           | 1  | Santiago Cañizares  | 15' |     |
| RB           | 20 | Jocelyn Angloma     |     |     |
| CB           | 3  | Joachim Björklund   |     |     |
| CB           | 5  | Miroslav Đukić      |     |     |
| LB           | 15 | Amedeo Carboni      |     | 80' |
| RM           | 6  | Gaizka Mendieta (c) |     |     |
| CM           | 8  | Javier Farinós      |     | 78' |
| CM           | 23 | David Albelda       |     |     |
| LM           | 7  | Claudio López       |     |     |
| CF           | 10 | Miguel Ángel Angulo |     |     |
| CF           | 11 | Adrian Ilie         |     | 68' |
| Substituts:  |    |                     |     |     |
| FW           | 17 | Juan Sánchez        |     | 68' |
| MF           | 9  | Òscar Garcia        |     | 78' |
| DF           | 24 | Daniel Fagiani      |     | 80' |
| Entrenador:  |    |                     |     |     |
| Héctor Cúper |    |                     |     |     |

|                |    |                   |     |     |
|                |    |                   |     |     |
| GK             | 1  | Ruud Hesp         |     |     |
| RB             | 2  | Michael Reiziger  | 18' |     |
| CB             | 22 | Frank de Boer     |     |     |
| LB             | 12 | Sergi Barjuan     |     |     |
| DM             | 4  | Pep Guardiola (c) |     | 50' |
| RM             | 21 | Luis Enrique      |     |     |
| LM             | 8  | Phillip Cocu      | 72' | 77' |
| AM             | 10 | Jari Litmanen     |     |     |
| RW             | 7  | Luís Figo         |     |     |
| CF             | 9  | Patrick Kluivert  |     |     |
| LW             | 23 | Boudewijn Zenden  |     | 58' |
| Substituts:    |    |                   |     |     |
| DF             | 3  | Frédéric Déhu     |     | 50' |
| FW             | 20 | Simão             |     | 58' |
| MF             | 28 | Gabri             |     | 77' |
| Entrenador:    |    |                   |     |     |
| Louis van Gaal |    |                   |     |     |

### Tornada
| FC Barcelona                                   | 3–3     | València CF                                               |
| ---------------------------------------------- | ------- | --------------------------------------------------------- |
| Patrick Kluivert 13', 62' · Ronald de Boer 21' | Informe | David Albelda 15' · Juan Sánchez 54' · Javier Farinós 65' |

| FC Barcelona | València CF |

|                |    |                   |     |     |
|                |    |                   |     |     |
| GK             | 1  | Ruud Hesp         |     |     |
| RB             | 2  | Michael Reiziger  |     |     |
| CB             | 22 | Frank de Boer     |     |     |
| LB             | 12 | Sergi Barjuan     |     |     |
| DM             | 4  | Pep Guardiola (c) |     | 75' |
| RM             | 21 | Luis Enrique      | 24' | 73' |
| LM             | 8  | Phillip Cocu      |     |     |
| AM             | 6  | Ronald de Boer    |     | 71' |
| RW             | 7  | Luís Figo         | 62' |     |
| CF             | 9  | Patrick Kluivert  |     |     |
| LW             | 31 | Nano              |     |     |
| Substituts:    |    |                   |     |     |
| MF             | 28 | Gabri             |     | 71' |
| FW             | 19 | Dani              |     | 73' |
| FW             | 23 | Boudewijn Zenden  |     | 75' |
| Entrenador:    |    |                   |     |     |
| Louis van Gaal |    |                   |     |     |

|              |    |                     |          |     |
|              |    |                     |          |     |
| GK           | 1  | Santiago Cañizares  | 62'      |     |
| RB           | 20 | Jocelyn Angloma     |          |     |
| CB           | 3  | Joachim Björklund   |          |     |
| CB           | 5  | Miroslav Đukić      |          |     |
| LB           | 15 | Amedeo Carboni      | 49'      |     |
| RM           | 6  | Gaizka Mendieta (c) |          |     |
| CM           | 8  | Javier Farinós      |          |     |
| CM           | 23 | David Albelda       | 37', 83' |     |
| LM           | 7  | Claudio López       |          |     |
| CF           | 10 | Miguel Ángel Angulo |          | 78' |
| CF           | 17 | Juan Sánchez        |          | 64' |
| Substituts:  |    |                     |          |     |
| MF           | 18 | Kily González       |          | 64' |
| MF           | 14 | Gerard López        |          | 78' |
| Entrenador:  |    |                     |          |     |
| Héctor Cúper |    |                     |          |     |

## Campió
| Campió de la Supercopa d'Espanya 1999 |
| ------------------------------------- |
| València CF 1r títol                  |